# Pertevniyal Sultan
Valide Pertevniyal Sultan o Pertav-Nihâl Vâlide Sultan (en turco otomano: پرتو نهال سلطان‎, del compuesto persa پرتو + نهال partov-nihâl, literalmente "Descendiente de Resplandor"; c. 1810 - 26 de enero de 1884), fue la decimotercera consorte, de origen rumano, del sultán Mahmud II, y en 1861 se convirtió en Valide Sultan de su hijo Abdulaziz I del Imperio Otomano, cuyo reinado duró un total de 14 años, hasta 1876. Ella es reconocida también como una de las últimas Valide sultan del Imperio Otomano.

## Primeros años de vida
Se discute el origen de Pertevniyal Sultan. Algunos registros apuntan a que era kurda, rumana o circasiana, otras fuentes apuntan a que era de Valaquia, pero es incierto. Se rumoreaba que era la hermana de Hoshiyar Qadin, la consorte de Ibrahim Pasha de Egipto, y madre de su hijo Ismail Pasha, jedive de Egipto y Sudán desde 1863 hasta 1879. Al llegar al harem imperial se casó con el sultán Mahmud y recibió el título de "Segundo Ikbal". Dio a luz a su único hijo, Abdulaziz, el 8 de febrero de 1830.

## Como Valide Sultan

### Adhesión de Abdulaziz
La última enfermedad que el sultán Abdulmejid I había padecido en 1861, inició una serie de rumores, que trataban de que en el palacio había un grupo de rebeldes y partidarios de Murad deseando que el sucediera al sultán en el trono en lugar de Abdulaziz. Parece que no hay verdad en estas acusaciones, pero sin embargo preocuparon a Abdulaziz y especialmente a su madre, Pertevniyal, angustiada pensando en la posible muerte de su hijo o encarcelamiento. La noche en que murió Abdulmejid y el gran visir, el kapudan bajá y el comandante en jefe del ejército condujeron a Abdulaziz de la suite (Apartamentos del Heredero) del heredero a la suite del gobernante (Habitación real del sultán en aquel palacio) en el palacio de Dolmabahçe, Pertevniyal pensó que a su hijo lo estaban tomando como prisionero y que posiblemente fuera ejecutado. Esperaron en la suite del sultán hasta que las camarillas imperiales estuvieron listas, y luego escoltaron a Abdulaziz al Palacio de Topkapi (Residencia del gobernante otomano), el palacio de sus antepasados, para esperar la reunión del consejo de ministros, algunos de los cuales tuvieron que ser convocados desde sus hogares en el Bósforo. Pertevniyal, para tranquilizarse, lo siguió hasta allí. en ese mismo año Pertevniyal que rondaba cerca de los 51 años, se volvió la nueva Valide Sultan.

### Influencia sobre Abdulaziz
Pertevniyal ejerció cierta influencia sobre su hijo. Cuando Abdulaziz hizo su viaje a Europa, Pertevniyal estuvo preocupado por él todo el tiempo en que su hijo estuvo fuera. De camino a casa se detuvo en Ruse, Bulgaria, donde Midhat era gobernador, con la intención de pasar un mes y familiarizarse con el país balcánico. Pero Pertevniyal, una mujer posesiva y miope, le escribió con insistensia para que volviera a casa de inmediato. Aunque era sultán de Turquía, obedecía las órdenes de su madre.
Pertevniyal contribuyó a la inestabilidad del gobierno de su hijo al entrometerse en los asuntos de estado y su gobierno. Imprudentemente fue su alianza con Mahmud Nedim Pasha, el gran visir adulador cuya imprudencia e incompetencia condujeron a un mayor caos financiero en el estado otomano. Hubo tanta protesta contra Mahmud Nedim que finalmente cayó del poder en 1876 y fue sucedido por Midhat Pasha, quien hizo todo lo posible para que el Imperio tuviera una base financiera más sólida y evitar el caos por la escasa economía. Había una suma de 100.000 liras turcas no contabilizadas en el presupuesto, y Midhat descubrió que Mahmud Nedim se las había apropiado.
En privado, Mahmud Nedim reveló que él no había gastado el dinero, sino que había ido al palacio, presumiblemente al valide sultan. Mahmud Nedim estuvo exiliado de la capital por un tiempo, pero con el respaldo del poder de Valide pronto pudo regresar. Los esfuerzos de Midhat en la reforma financiera fueron bloqueados y fue reemplazado por Mahmud Nedim nuevamente. Finalmente, cuando se hablaba de la deposición de Abdulaziz, Pertevniyal envió un harem agha a Midhat pidiéndole que preparara un documento dando su consejo sobre cómo su hijo podría salvar su trono y evitar su posible destierro. Midhat redactó cuidadosamente un documento de este tipo que fue aprobado por la Valide, pero ni ella ni nadie más tuvo el coraje en este punto, con el sultán en un estado muy nervioso, para someterse a él.

### Diplomacia y compromisos
Pertevniyal era invisible pero instrumental en la política. En febrero de 1863, hizo arreglos para que Isma'il se encontrara con Abdulaziz en privado en su palacio. En el verano de 1864, la madre de Isma'il, Hoshiyar Qadin, viajó a Estambul para ayudar a su hijo. Llegó con la propuesta del nuevo heredero en cuestión, su nieto Tewfik Pasha, mucho dinero y diplomacia femenina. En la primavera de 1866, lanzaron el mayor ataque, en el que pido haber estado involucrados los buenos oficios de la Valide. En septiembre de 1867, Hoshiyar organizó una cena en su propio palacio a orillas del Bósforo en honor a Pertevniyal. La Madre sultana devolvió la hospitalidad de la joven dama con una invitación para Hoshiyar al Palacio de Dolmabahçe.
En 1868, la emperatriz Eugenia de Francia, esposa de Napoleón III, visitó el Imperio Otomano. El sultán la llevó con su madre en el Palacio de Dolmabahçe, pero, según los informes, Pertevniyal se indignó por la presencia de una mujer extranjera y de la nobleza en su harén y saludó a la emperatriz con una bofetada, casi provocando un incidente internacional. Sin embargo, la visita de la emperatriz dejó un efecto duradero al popularizar la moda occidental entre las mujeres del harén. En 1869, se reunió con la Princesa de Gales Alexandra de Dinamarca, cuando esta última visitó Estambul con su marido, el Príncipe de Gales Eduardo (futuro rey Eduardo VII).

## Organizaciones Benéficas

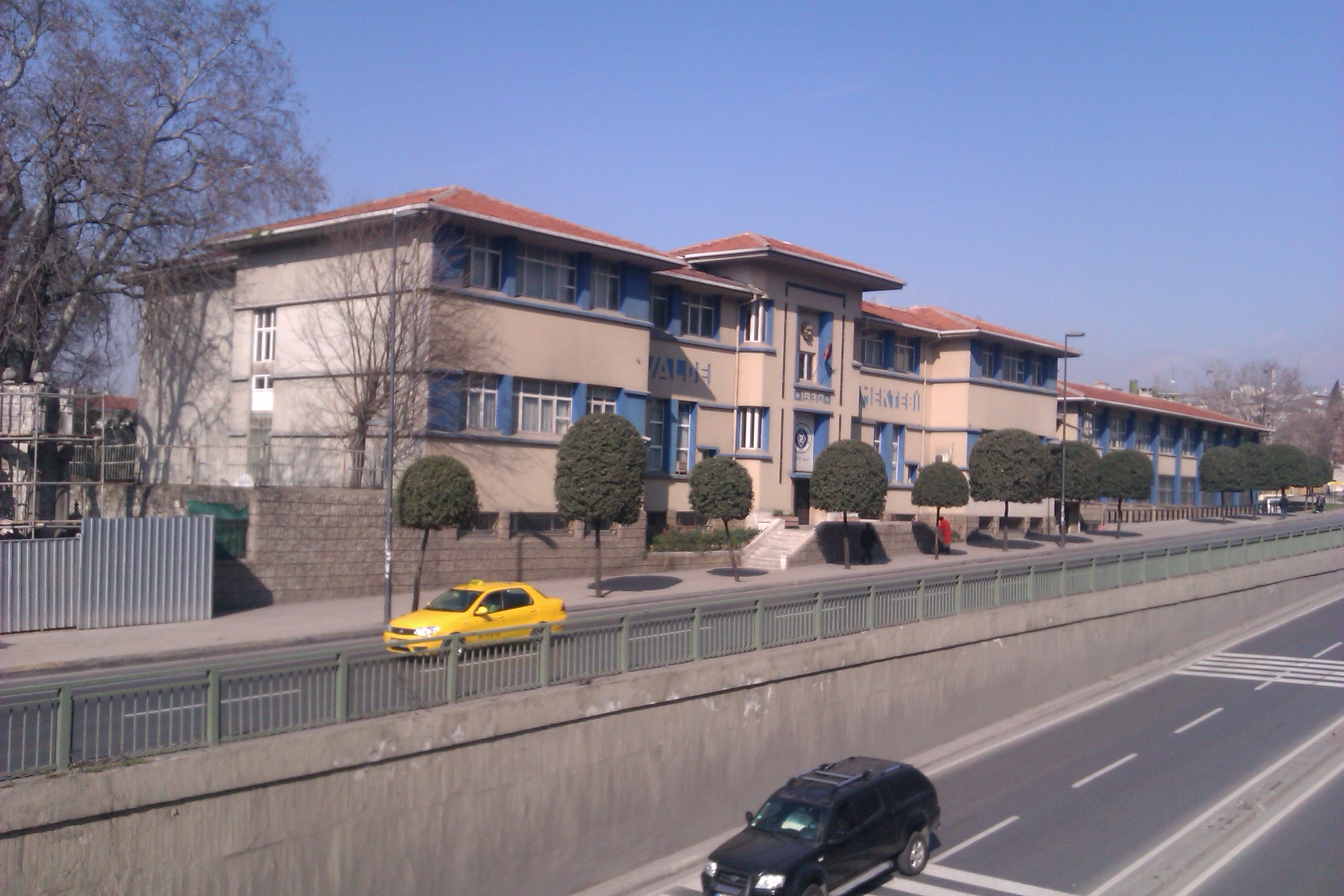
Escuela secundaria de Anatolia Pertevniyal

Fundó la escuela secundaria Pertevniyal y la mezquita Pertevniyal Valide Sultan en 1872. En los días en que el Hejaz formaba parte del Imperio, la Puerta trató de mejorar permanentemente la situación sanitaria allí. Pertevniyal construyó hospitales en Harem-i Sherif, y jóvenes médicos turcos salieron de Estambul para atenderlos bajo las órdenes de la Valide.
Pertevniyal Sultan fue una gran filántropa y una de las últimas Valide Sultan influyentes de la historia otomana, gracias a su influencia, tuvo la oportunidad de hacer que su hijo hiciera lo que quisiera. Con el fin de proporcionar ingresos a las fundaciones que pretendía establecer en el estado y el imperio, terrenos llamados campos de Fasil, en octubre de 1862 encargó una fuente frente a la mezquita de Kâtib (Pequeño establecimiento histórico ubicado en la calle Omar), que luego fue retirada de la plaza y trasladada a la puerta de entrada de la mezquita. con el argumento de que estrechaba el camino. También construyó tres fuentes, una en el pueblo Suboyu (Bige) y dos en la carretera Karaköy en Şebinkarahisar. En 1864, construyó una piscina de construcción naval (telar de piedra) en Tersane para cubrir sus propios ingresos. De este telar salió el primer acorazado otomano.

## Últimos años
Cuando Murad V ascendió al trono después de la deposición de Abdulaziz y su posible suicidio, nombró al principal aliado de su madre Şevkefza Kadın (Nueva Valide Sultan del sultán reinante), Damat Nuri Pasha, como Lord Pasha, después de lo cual Şevkefza y Damat habrían confiscado todas las monedas de oro y joyas escondidas por Pertevniyal en el harén del Palacio de Dolmabahçe. Se abrieron los apartamentos sellados de Pertevniyal y de ellos se sacaron casi todas sus pertenencias, entre ellas ocho cofres de oro y cuatro cofres de obligaciones. Se necesitaron ocho porteadores para levantar cada uno de los cofres con oro. Se dijo que estos ocho cofres contenían 5.120 okkas de oro.
Midhat Pasha y los otros ministros supusieron que la madre del ex monarca era una de las que estaban detrás de la rebelión de Hasan Bey. Así que la trasladaron al Palacio de Topkapı y cortaron cualquier método de comunicación con el exterior. Pertevniyal pasó tres meses completos gimiendo y lamentándose en la verdadera prisión de sus apartamentos en Topkapi. Algunas veces envió un mensaje a Şevkefza, con la esperanza de que ayudara a poner fin a su angustia, pero Şevkefza siempre tenía miedo de cualquier cosa que pudiera causar problemas.
Abdul Hamid II amaba a Pertevniyal y siempre vio una figura materna en ella desde que era un niño pequeño. Era más devoto a ella que a Perestu Kadın, quien lo había criado y educado como un hijo, por lo que tan pronto como se convirtió en sultán, su mente volvió a los días de tormento que Pertevniyal había pasado en el Palacio de Topkapı. Envió hombres para que la trasladaran a ella y a su séquito a una de las villas de Ortaköy, deleitándola así y reparando la injusticia cometida contra ella. Él la visitaría todos los días hasta el día de su muerte.
Pertevniyal estaba abatida y tristes tras el fallecimiento de su hijo en 1876 (Posiblemte la causa de su muerte fue suicidio). Su único placer y distracción residía en pasar el tiempo en la educación a niños pequeños y encantadores (incluida Müşfika Kadın, más tarde la octava consorte de Abdul Hamid II), reuniéndolos a su alrededor y encontrando consuelo en las cosas que hacían y su dulce comportamiento. Pertevniyal Sultan tenía otro hábito entre el anochecer y la oración nocturna. Ella se postraba en adoración, llorando en voz alta mientras gritaba: "¡Yo perdono todo, solo buscó justicia por la sangre de mi hijo!". Luego, en su habitación, recitaba el Corán y luego hacía que todos los niños presentes en aquella habitación dijeran "Amén".

## Muerte

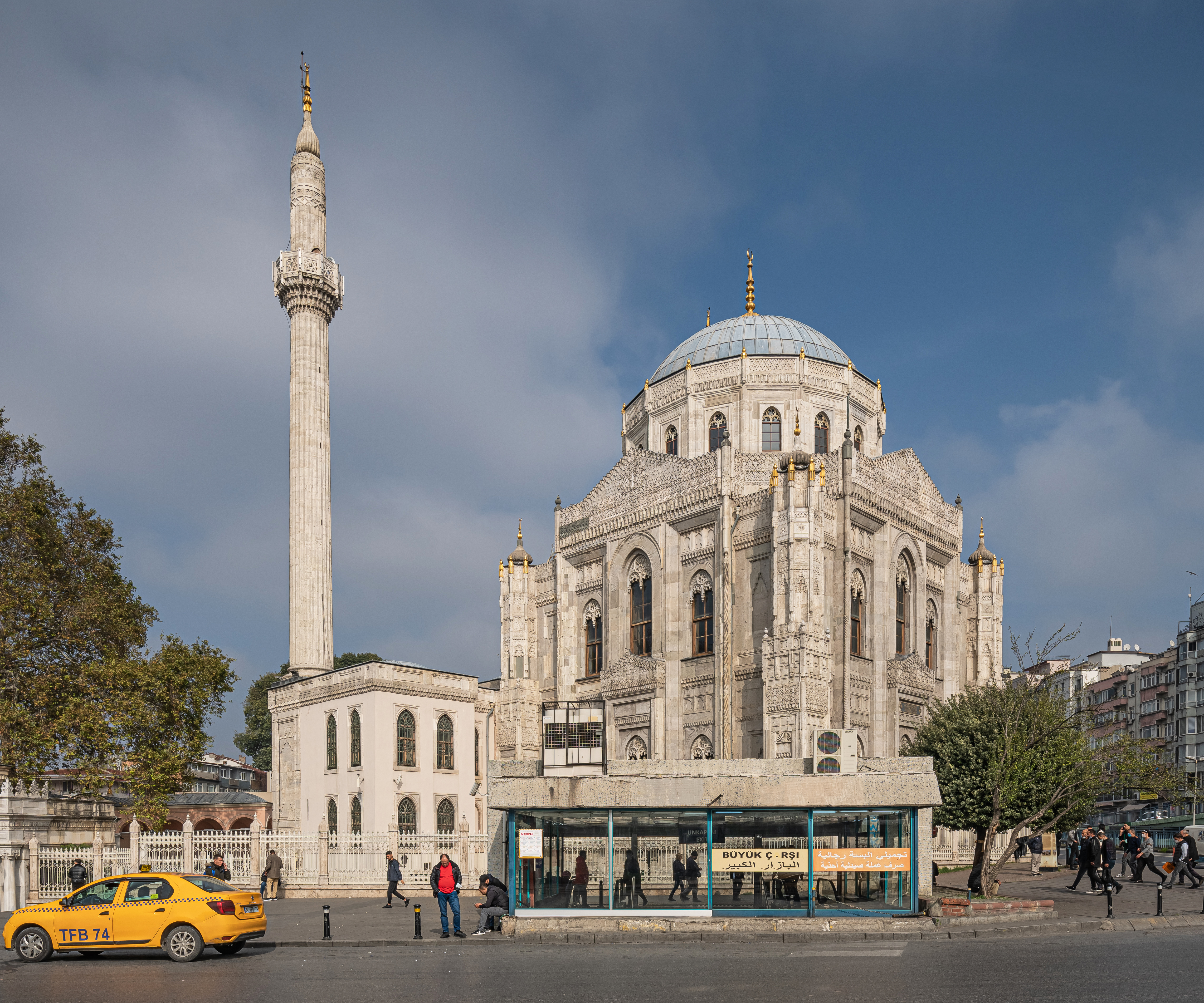
Pertevniyal Valide Sultan Mosque, Aksaray, Estambul, lugar de descanso de Pertevniyal Sultan.

Pertevniyal Sultan murió el 26 de enero de 1884 a la edad de 64 años de edad en el Palacio Ortaköy, Estambul, y fue enterrada en la Mezquita Pertevniyal Valide Sultan en Aksaray, Estambul.

## Descendencia
Pertevniyal tuvo junto a Mahmud II un hijo:
- Abdulaziz I (Estambul, Turquía, 8 de febrero de 1830 - Palacio de Çırağan, 4 de junio de 1876, enterrado en la tumba del sultán Mahmud II, Fatih, Estambul), se casó cinco veces y tuvo doce hijos.